# Beatles '65
Beatles '65 es un álbum de estudio de la banda británica The Beatles. Fue editado en especial para el mercado estadounidense en 1964. Era el quinto álbum lanzado por Capitol Records, pero sexto contando con el primero lanzado por Vee-Jay Records.

## Música
Beatles '65 incluía, en su mayoría, las canciones del álbum británico Beatles for Sale, pero excluyendo "Eight Days a Week", "Words of Love", "Every Little Thing", "I Don't Want to Spoil the Party", "What You're Doing", y el medley "Kansas City/Hey, Hey, Hey, Hey", que aparecerían más tarde en el álbum americano Beatles VI. También se habían incluido el tema "I'll Be Back", del A Hard Day's Night británico, y el sencillo "I Feel Fine"/"She's A Woman". Estas dos últimas canciones fueron mezcladas de nuevo, a partir de las mezclas originales en mono enviadas desde Inglaterra, en sonido estéreo duofónico, hecho por el ejecutivo de Capitol Dave Dexter, Jr., quien también había añadido cierta reverberación al sonido de esas dos canciones.

## Recibimiento
El álbum se convirtió en un gran éxito en los Estados Unidos, saltando directamente del n.º 98 al n.º 1, haciendo el mayor salto a la posición de privilegio en la historia de las listas Billboard hasta ese momento. En lo que puede ser testimonio del abrumador atractivo que supusieron los Beatles para el mercado estadounidense, varios álbumes fueron publicados y promovidos en aquel país durante 1965 luciendo un título similar. Entre ellos estaban Sinatra '65, de Frank Sinatra, y   Ellington '65, de Duke Ellington, por el sello Reprise Records; Trio '65, del pianista de jazz Bill Evans, por el sello Verve Records; y Brasil '65, de Sérgio Mendes, editado en la propia etiqueta americana de los Beatles, Capitol Records. 
En 2004, este álbum fue lanzado por primera vez en CD en The Capitol Albums Vol. 1, que contenía asimismo los discos Meet the Beatles!, The Beatles' Second Album y Something New.

## Lista de canciones
Todas las canciones escritas y compuestas por John Lennon-Paul McCartney, excepto donde está indicado. 
| Cara 1 |                                     |                     |          |  |
| N.º    | Título                              | Vocalista principal | Duración |  |
| 1.     | «No Reply»                          | Lennon              | 2:15     |  |
| 2.     | «I'm a Loser»                       | Lennon              | 2:31     |  |
| 3.     | «Baby's in Black»                   | Lennon y McCartney  | 2:02     |  |
| 4.     | «Rock and Roll Music» (Chuck Berry) | Lennon              | 2:02     |  |
| 5.     | «I'll Follow the Sun»               | McCartney           | 1:46     |  |
| 6.     | «Mr. Moonlight» (Johnson)           | Lennon              | 2:35     |  |
| 13:11  |                                     |                     |          |  |

| Cara 2 |                                                   |                     |          |  |
| N.º    | Título                                            | Vocalista principal | Duración |  |
| 1.     | «Honey Don't» (Carl Perkins)                      | Starr               | 2:56     |  |
| 2.     | «I'll Be Back»                                    | Lennon              | 2:22     |  |
| 3.     | «She's a Woman»                                   | McCartney           | 2:57     |  |
| 4.     | «I Feel Fine»                                     | Lennon              | 2:20     |  |
| 5.     | «Everybody's Trying to Be My Baby» (Carl Perkins) | Harrison            | 2:24     |  |
| 12:59  |                                                   |                     |          |  |

## Personal
The Beatles
- John Lennon — vocalista, guitarra rítmica, guitarra acústica, pandereta, armónica.
- Paul McCartney — vocalista, bajo, piano.
- George Harrison — vocalista, guitarra solista.
- Ringo Starr — batería, vocalista, pandereta

Músicos adicionales
- George Martin — piano en «No Reply» y «Rock and Roll Music».

Producción
- George Martin — productor (con producción añadida de Dave Dexter, Jr. en los Estados Unidos)
- Norman Smith — ingeniero

Otros
- Bob Whitaker — fotos de portada

## Posición en las listas de éxitos
| País           | Lista (1965) | Posición más alta |
| -------------- | ------------ | ----------------- |
| Estados Unidos | Billboard    | N.º 1             |
| Estados Unidos | Record World | N.º 1             |
| Estados Unidos | Cash Box     | N.º 1             |